# ペトラ・シュルマン
ペトラ・シュルマン=フロイント (Petra Schürmann-Freund, 1933年9月15日 - 2010年1月14日）は、ドイツのモデル、女優、テレビ司会者。

## 経歴
1933年9月15日、Eheleute Maria und Heinz Schürmann夫婦のもと、ノルトライン＝ヴェストファーレン州メンヒェングラートバッハに生まれる。3人兄弟姉妹の第3子（姉と兄がいる）。出生名についてはソースにより異なる。Hildegard Petra Elisabeth Schürmann、Hildegard Petra Susanna SchürmannまたはPetra Hildegard Elisabeth Schürmann。
はじめノルトライン＝ヴェストファーレン州ヴッパータールに育つ。戦禍を避けるため親元を離れ、テューリンゲン州ゴータ郡Wechmar（現・Drei Gleichen）に数か月暮らしたこともある。
1953年からノルトライン＝ヴェストファーレン州オーバーベルギッシャー郡Wipperfürthに暮らす。学校で教鞭をとるつもりでボン・ケルン・ミュンヒェンで神学、ドイツ学（ドイツ地域研究）、哲学及び美術史を学ぶ。
1956年、バーデン＝ヴュルテンベルク州バーデン＝バーデンで開催されたMiss Germanyで第3位入賞。この時点でナショナルタイトルは持っていなかったが、ミス・ワールド1956決勝がロンドンで開催されることを考慮し、英語が得意なシュルマンが派遣される。ミス・ワールド1956優勝（東西ドイツ・統一後のドイツを含めて初。2021年現在唯一）。その後、しばらく中断していた学業を再開するが、修了することはなかった。
1960年代、バイエルン放送でアナウンサーのキャリアを開始。ミュンヘナー・メルクーア紙でも研鑽を積む。ドイツ公共放送連盟（ARD）と第2ドイツテレビ（ZDF）のいくつかの番組の司会進行を務める。女優や本の執筆でも活動。1967年、娘を出産。娘・Alexandra Schürmann-Freund（後にアナウンサー）の父親は当初シュルマンの口から明らかにされていなかった。後に女優のマリアンネ・コッホの夫である医師・Gerhard Freund (1922年 - 2008年)であると明らかになる。ゲルハルトはマリアンネと離婚したのち、1973年、シュルマンと結婚する。このとき、彼女の姓はシュルマン=フロイントとなる。
2001年、突然の交通事故で娘を失う。心的障害に基づく失語症となり、公的活動の大部分から撤退した。著書『Und eine Nacht vergeht wie ein Jahr』を執筆して娘を忘れようとしたのもこの頃である。映画監督・Heidi Kranzはシュルマンの閉口に関する映画『Petra Schürmann - Ein Leben』（2005年）を撮影する。
トークショーの司会者としてブラウン管に復帰するという彼女の希望はかなうことはなかった。2006年以降、シュタルンベルク湖（バイエルン州）に夫とともに隠居生活。2008年、夫が癌で亡くなる。享年86。
2010年1月14日、バイエルン州シュタルンベルク郡シュタルンベルクにて死去。バイエルン州シュタルンベルク郡BergのAufkirchen教区の墓地に夫と娘と一緒に眠る。

## フィルモグラフィ

### 女優として
（特に断らない限り出典：）
- 1960: Mit Himbeergeist geht alles besser as Suzie
- 1966: Rette sich, wer kann oder Dummheit siegt überall as Ansagerin (TV映画)
- 1967: Heisses Pflaster Köln as Fernsehansagerin (uncredited)
- 1968: Wirb oder stirb as Ansagerin in Schaumlawine (TV映画)
- 1969: Sieben Tage Frist as Fräulein Gabert
- 1969: Uxmal
- 1971: Gestrickte Spuren as Gräfin Napoleone Camarata (TV映画)
- 1971: Die Tote aus der Themse as Susan Atkins
- 1971: Olympia - Olympia as Grazie (TV映画)
- 1971: Überall ist Wunderland - Erinnerungen an Joachim Ringelnatz as Erzählerin (TV映画)
- 1972: Sette orchidee macchiate di rosso as Concetta De Rosa
- 1973: 18 fertig los (TV, 第8シーズン)[17][18]
- 1975: Eine ganz gewöhnliche Geschichte (TVシリーズ)
- 1976: Romeo und Julia (TV映画)
- 1977: Halbzeit (TVシリーズ)
- 1978: Unsere kleine Welt (TV映画)
- 1980: Der Millionenbauer as Reporterin (TVシリーズ)
- 1983: Am Ufer der Dämmerung as Talkshowmasterin
- 1983 - 1985: Verkehrsgericht (TVシリーズ。計4話)
- 1997: Zum Stanglwirt as Frau Schürmann (TVシリーズ)

### 本人
（特に断らない限り出典：）
- 1954: Die Abendschau 司会 (TVシリーズ。ドキュメンタリー)
- 1966: Der weiße Rausch - Einst und jetzt (ドキュメンタリー)
- 1970: Ehen vor Gericht (TVシリーズ)
- 1971 - 1972: Zeitvertreib 司会 (TVシリーズ)
- 1973: Funkturm-Melodie (TV映画)
- 1972 - 1982: Dalli Dalli (TVシリーズ。計3話)
- 1984: Endspurt ins Glück 司会 (TV映画)
- 1987: Essen wie Gott in Deutschland 司会 (TVシリーズ。ドキュメンタリー)
- 1987: Ein Abend für Nadja Tiller und Walter Giller (TV映画)
- 1987: Die goldenen Fünfziger - Das große deutsche Schlagerfestival (TV特番)
- 1988: Ein Abend in Gold 司会 (TV特番)
- 1990: Helmut Zacharias - Ein Leben voll Musik 司会 (TV特番)
- 1969 - 1992: Stars in der Manege 共同司会/出演者 (TVシリーズ。ドキュメンタリー。計5話)
- 1994: Happy Birthday Bavaria - 75 Jahre Bavaria Filmstudios (TV特番)
- 2007: Phoenix Runde (TV映画)

## 出版
- Petra Schürmann (1985) [1976]. Das Abenteuer, erwachsen zu werden. Knaurs Mädchenbuch. München: Droemer Knaur. ISBN 3-426-02248-6
- Petra Schürmann (1988) [1981]. Das große Buch der Kosmetik und Körperpflege. München: Naturalis. ISBN 3-88703-607-7
- Petra Schürmann (2002). Und eine Nacht vergeht wie ein Jahr. München: Droemer Knaur. ISBN 3-426-27275-X
- Dr Med Gerhard Freund; Petra Schuermann (2010). Kornelia Sinning. ed. Wieder Freude am Leben. Petra Schürmann und Gerhard Freund berichten, wie sie mit der Nahrungssubstanz NADH die schlimmste Krise ihres Lebens meisterten. Books on Demand. ISBN 978-3-84232989-8